# Ninamedia
Agencija Ninamedia je slovensko podjetje, ki se ukvarja z javnomnenjskimi in tržnimi raziskavami. Podjetje je bilo ustanovljeno leta 1991.